# AMD FireStream
AMD FireStream era a marca registrada da AMD para sua linha de produtos baseada em Radeon, voltada para processamento de fluxo e/ou GPGPU em supercomputadores. Originalmente desenvolvida pela ATI Technologies em torno do Radeon X1900 XTX em 2006, a linha de produtos era anteriormente denominada ATI FireSTREAM e AMD Stream Processor. O AMD FireStream também pode ser usado como um coprocessador de ponto flutuante para descarregar cálculos de CPU, o que faz parte da iniciativa Torrenza. A linha FireStream foi descontinuada desde 2012, quando as cargas de trabalho GPGPU foram totalmente incorporadas à linha AMD FirePro.

## Visão geral
A linha FireStream é uma série de placas de expansão adicionais lançadas de 2006 a 2010, baseadas em GPUs Radeon padrão, mas projetadas para servir como um coprocessador de uso geral, em vez de renderizar e gerar gráficos 3D. Assim como a linha FireGL/FirePro, elas receberam mais memória e largura de banda de memória, mas as placas FireStream não necessariamente têm portas de saída de vídeo. Todos oferecem suporte a ponto flutuante de precisão simples de 32 bits, e todos, exceto o primeiro lançamento, oferecem suporte a precisão dupla de 64 bits. A linha foi associada a novas APIs para fornecer maior desempenho do que as APIs de shader OpenGL e Direct3D existentes, começando com Close to Metal, seguido por OpenCL e Stream Computing SDK e, eventualmente, integrado ao APP SDK.
Para cargas de trabalho matemáticas de ponto flutuante altamente paralelas, os cartões podem acelerar grandes cálculos em mais de 10 vezes; Folding@Home, o primeiro e um dos usuários mais visíveis do GPGPU, obteve 20 a 40 vezes o desempenho da CPU. Cada pixel e shader de vértice, ou shader unificado em modelos posteriores, pode executar cálculos arbitrários de ponto flutuante.

## História
Após o lançamento dos núcleos de GPU Radeon R520 e GeForce G70 com shaders programáveis, o alto rendimento de ponto flutuante atraiu a atenção de grupos acadêmicos e comerciais, que experimentaram usá-los para trabalhos não gráficos. O interesse levou a ATI (e a Nvidia) a criar produtos GPGPU — capazes de calcular fórmulas matemáticas de uso geral de forma massivamente paralela — para processar cálculos pesados tradicionalmente feitos em CPUs e coprocessadores matemáticos de ponto flutuante especializados. As GPGPUs foram projetadas para ter ganhos de desempenho imediatos de um fator de 10 ou mais, em comparação ao cálculo contemporâneo somente de CPU multisocket.
Com o desenvolvimento do X1900 XFX de alto desempenho quase concluído, a ATI baseou seu primeiro projeto de Processador de Fluxo nele, anunciando-o como o próximo ATI FireSTREAM junto com a nova API Close to Metal na SIGGRAPH 2006. O núcleo em si permaneceu praticamente inalterado, exceto pela duplicação da memória interna e da largura de banda, semelhante ao FireGL V7350; o novo driver e suporte de software compensaram a maior parte da diferença. O Folding@home começou a usar o X1900 para computação geral, usando uma pré-lançamento da versão 6.5 do driver ATI Catalyst, e relatou uma melhoria de 20 a 40x na GPU em relação à CPU. O primeiro produto foi lançado no final de 2006, renomeado como AMD Stream Processor após a fusão com a AMD.
A marca se tornou AMD FireStream com a segunda geração de processadores de fluxo em 2007, com base no chip RV650 com novos shaders unificados e suporte de precisão dupla. O DMA assíncrono também melhorou o desempenho ao permitir um pool de memória maior sem a ajuda da CPU. Um modelo foi lançado, o 9170, pelo preço inicial de US$ 1.999. Os planos incluíam o desenvolvimento de um processador de fluxo em um módulo MXM até 2008, para computação em laptop, mas nunca foi lançado.
A terceira geração surgiu rapidamente em 2008 com melhorias drásticas de desempenho do núcleo RV770; o 9250 teve quase o dobro do desempenho do 9170 e se tornou o primeiro processador teraflop de chip único, apesar de ter reduzido o preço para menos de US$ 1.000. Um irmão mais rápido, o 9270, foi lançado logo depois, por US$ 1.999.
Em 2010, foi lançada a última geração de FireStreams, as placas 9350 e 9370, baseadas no chip Cypress presente no HD 5800. Esta geração novamente dobrou o desempenho em relação à anterior, para 2 teraflops no 9350 e 2,6 teraflops no 9370, e foi a primeira construída do zero para OpenCL . Esta geração também foi a única a apresentar resfriamento totalmente passivo, e o resfriamento ativo não estava disponível.
As gerações das Ilhas do Norte e do Sul foram ignoradas e, em 2012, a AMD anunciou que as novas séries FirePro W (estação de trabalho) e S (servidor) baseadas na nova arquitetura Graphics Core Next substituiriam as placas FireStream.

## Modelos
- FireStream 9170 inclui Direct3D 10.1, OpenGL 3.3 e APP Stream
- FireStream 92x0 inclui Direct3D 10.1, OpenGL 3.3 e OpenCL 1.0
- FireStream 93x0 inclui Direct3D 11, OpenGL 4.3 e OpenCL 1.2 com as últimas atualizações de driver

| Modelo (Codinome)            | Data de lançamento     | Arquitetura e Fab | Interface de barramento | Stream processors | Clock      | Clock         | Memória      | Memória | Memória                     | Memória                 | Poder de processamento (GFLOPS) | Poder de processamento (GFLOPS) | TDP (Watts) |
| Modelo (Codinome)            | Data de lançamento     | Arquitetura e Fab | Interface de barramento | Stream processors | Core (MHz) | Memória (MHz) | Tamanho (GB) | Tipo    | Largura do barramento (bit) | Largura de banda (GB/s) | Single                          | Double                          | TDP (Watts) |
| ---------------------------- | ---------------------- | ----------------- | ----------------------- | ----------------- | ---------- | ------------- | ------------ | ------- | --------------------------- | ----------------------- | ------------------------------- | ------------------------------- | ----------- |
| Stream Processor (R580)      | 2006                   | R500 80 nm        |                         | 240               | 600        |               | 1024         | GDDR3   | 256                         | 83.2                    | 375                             | N/A                             | 165         |
| FireStream 9170 (RV670)      | 8 de novembro de 2007  | TeraScale 1 55 nm | PCIe 2.0 x16            | 320               | 800        | 800           | 2048         | GDDR3   | 256                         | 51.2                    | 512                             | 102.4                           | 105         |
| FireStream 9250 (RV770)      | 16 de junho de 2008    | TeraScale 1 55 nm | PCIe 2.0 x16            | 800               | 625        | 993           | 1024         | GDDR3   | 256                         | 63.6                    | 1000                            | 200                             | 150         |
| FireStream 9270 (RV770)      | 13 de novembro de 2008 | TeraScale 1 55 nm | PCIe 2.0 x16            | 800               | 750        | 850           | 2048         | GDDR5   | 256                         | 108.8                   | 1200                            | 240                             | 160         |
| FireStream 9350 (Cypress XT) | 23 de junho de 2010    | TeraScale 2 40 nm | PCIe 2.1 x16            | 1440              | 700        | 1000          | 2048         | GDDR5   | 256                         | 128                     | 2016                            | 403.2                           | 150         |
| FireStream 9370 (Cypress XT) | 23 de junho de 2010    | TeraScale 2 40 nm | PCIe 2.1 x16            | 1600              | 825        | 1150          | 4096         | GDDR5   | 256                         | 147.2                   | 2640                            | 528                             | 225         |

1. ↑  O desempenho de precisão é calculado a partir da velocidade do clock do núcleo base (ou de boost) com base em uma operação FMA.

## Software
O AMD FireStream foi lançado com uma ampla gama de suporte de plataforma de software. Uma das empresas de suporte foi a PeakStream (adquirida pelo Google em junho de 2007), que foi a primeira a fornecer uma versão beta aberta do software para dar suporte aos processadores CTM e AMD FireStream, bem como x86 e Cell (Cell Broadband Engine). O FireStream foi considerado 20 vezes mais rápido em aplicações típicas do que CPUs comuns após executar o software PeakStream. A RapidMind também forneceu software de processamento de fluxo que funcionava com ATI e NVIDIA, bem como processadores Cell.

### Kit de Desenvolvimento de Software
Após abandonar sua curta API Close to Metal, a AMD se concentrou no OpenCL. A AMD lançou pela primeira vez seu Stream Computing SDK (v1.0), em dezembro de 2007, sob o AMD EULA, para ser executado no Windows XP. O SDK inclui "Brook+", uma versão otimizada para hardware AMD da linguagem Brook desenvolvida pela Universidade de Stanford, ela própria uma variante do ANSI C (linguagem C), de código aberto e otimizada para computação de fluxo. A AMD Core Math Library (ACML) e a AMD Performance Library (APL) com otimizações para o AMD FireStream e a biblioteca de vídeo COBRA (doravante renomeada como "Accelerated Video Transcoding" ou AVT) para aceleração de transcodificação de vídeo também serão incluídas. Outra parte importante do SDK, a Compute Abstraction Layer (CAL), é uma camada de desenvolvimento de software voltada para acesso de baixo nível, por meio da interface de hardware CTM, à arquitetura da GPU para software de ajuste de desempenho escrito em várias linguagens de programação de alto nível.
Em agosto de 2011, a AMD lançou a versão 2.5 do ATI APP Software Development Kit, que inclui suporte para OpenCL 1.1, uma linguagem de computação paralela desenvolvida pelo Khronos Group. O conceito de shaders de computação, oficialmente chamado de DirectCompute, na API de próxima geração da Microsoft chamada DirectX 11 já está incluído em drivers gráficos com suporte ao DirectX 11.

## Benchmarks
De acordo com um sistema demonstrado pela AMD com dois processadores AMD Opteron dual-core e dois núcleos de GPU Radeon R600 rodando no Microsoft Windows XP Professional, 1 teraflop (TFLOP) pode ser obtido por um cálculo universal de multiplicação e adição (MADD). Em comparação, um Intel Core 2 Quad Q9650 de 3.0 GHz da época conseguia atingir 48 GFLOPS.
Em uma demonstração do antivírus Kaspersky SafeStream, que foi otimizado para processadores AMD Stream, foi possível realizar a varredura 21 vezes mais rápido com a aceleração baseada no R670 do que com a pesquisa executada inteiramente em um Opteron, em 2007.

## Limitações
- Funções recursivas não são suportadas no Brook+ porque todas as chamadas de função são incorporadas em tempo de compilação. Usando CAL, funções (recursivas ou não) são suportadas em 32 níveis.
- Somente filtragem de textura bilinear é suportada; texturas mapeadas mip e filtragem anisotrópica não são suportadas.
- Funções não podem ter um número variável de argumentos. O mesmo problema ocorre para funções recursivas.
- A conversão de números de ponto flutuante em inteiros em GPUs é feita de forma diferente do que em CPUs x86; não é totalmente compatível com IEEE-754.
- Fazer "sincronização global" na GPU não é muito eficiente, o que força a GPU a dividir o kernel e fazer a sincronização na CPU. Dado o número variável de multiprocessadores e outros fatores, pode não haver uma solução perfeita para esse problema.
- A largura de banda do barramento e a latência entre a CPU e a GPU podem se tornar um gargalo.